# Herwin Jaya
Herwin Jaya (* 2. Juli 1985) ist ein indonesischer Radrennfahrer.
Herwin Jaya fuhr während seiner internationalen Karriere von 2007 bis 2010 bei dem indonesischen Continental Team Polygon Sweet Nice. Er gewann in der Saison 2009 bei den Perlis Open die zweite Etappe und wurde Gesamtsechster. Im Jahr 2010 siegte er bei einer Etappe der Tour de Singkarak und wurde Gesamtsieger der Indonesien-Rundfahrt.

## Erfolge
2009
- eine Etappe Perlis Open

2010
- eine Etappe Tour de Singkarak
- Gesamtwertung und Mannschaftszeitfahren Tour d’Indonesia

## Teams
- 2007 Polygon Sweet Nice Team
- 2008 Polygon Sweet Nice Team
- 2009 Polygon Sweet Nice Team
- 2010 Polygon Sweet Nice